# 문학박태환수영장
문학박태환수영장은 대한민국 인천광역시 미추홀구 문학동에 있는 수영장이다. 인천 도시철도 1호선 문학경기장역과 가까우며 인천문학경기장 내에 있다.

문학박태환수영장

이 경기장은 2014년 아시안 게임에서 수영 경기를 할 목적으로 지어졌다. 2013년 10월 14일 개장하였으며, 경기장 이름은 2008년 하계 올림픽에서 금메달을 딴 박태환 선수의 이름에서 명명되었다.
규모는 대지면적 18,600m2, 연면적 18,183m2이고 지하1층, 지상3층 구조이다.